# Chicagoblok
Der Chicagoblok, auch bekannt unter seiner Adresse Ernest Claesstraat 10-16, ist ein Wohnturm in der belgischen Hafenstadt Antwerpen. Das Gebäude befindet sich im Stadtteil Linkeroever und ist Teil des Europaparks, einem aus mehreren Wohntürmen bestehenden Gebäudekomplex.
Gebaut wurde der Chicagoblok im Jahr 1970. Der Turm hat eine Höhe von 81 Metern, die sich auf 27 Etagen verteilen. In dem Gebäude wohnen mehr als 6000 Menschen aus über 30 Ländern. Es ist nach der Liebfrauenkathedrale, dem Boerentoren und dem Antwerp Tower das vierthöchste Gebäude der Stadt und zählt zu den höchsten Gebäuden in Belgien. Von 2003 bis 2004 wurden vor allem am Eingangsbereich kleinere Renovierungsarbeiten vorgenommen.
In dem niederländischen Dokumentarfilm Chicagoblok - Verhalen uit de lift (Erzählungen aus dem Aufzug) aus dem Jahr 2008 geht es um das Gebäude und dessen Bewohner.